# Abel Ernesto Herrera
Abel Ernesto Herrera (født 9. maj 1955 i Avellaneda, Argentina) er en argentinsk tidligere fodboldspiller (venstre back).
Herrera tilbragte hele sin aktive karriere, fra 1972 til 1988, hos Estudiantes i hjemlandet. Her var han med til at vinde to mesterskaber, i henholdsvis 1982 og 1983.

## Titler
Primera División Argentina
- 1982 (Metropolitano) og 1983 (Nacional) med Estudiantes